# Horssten
Horssten (äldre stavning Hårsten) är en ö, ögrupp och fyr i Stockholms ytterskärgård, belägen vid Horsstensfjärden, cirka 3,5 distansminuter söder om Björkskärs skärgård och cirka 7 distansminuter öster om Sandhamn. Ön, som av många anses som svårtillgänglig även i lugnt väder med få skyddade platser för tilläggning och oftast höga dyningar, är långsmal med en utsträckning i ost-västlig riktning på cirka 1 km och i nord-sydlig riktning på cirka 370 meter.
Horsstensområdet omnämns som en av de mest betydelsefulla kronohamnsfiskena i ett dokument från 1744 där man i huvudsak bedrev strömmingsfiske på vår och höst under överinseende av en "hamnfogde" som fördelade fiskevattnen mellan de olika fiskelagen. På 1800-talet fanns ett kapell på Horssten där det hölls gudstjänster för fiskelagen med en utkommenderad präst från fastlandet. Några av de mindre kobbarna närmast Horssten benämns som Svinskär, Källarkobbarna och Skålen. 1,5 distansminut ost om Horssten finns den sista utposten mot det helt öppna havet, kallad Österskär, en liten ö med en maximal utsträckning på cirka 150 meter, omgiven av ett otal grynnor.
Fyren på Horsstens västra udde har en huvudsaklig ledsektor in från sydväst till sydost.
Området är klassat som riksintresse för natur- och kulturmiljövård.